# デイヴィッド・ベネター
デイヴィッド・ベネター（David Benatar、1966年12月8日 - ）は、南アフリカ共和国の哲学者。ケープタウン大学哲学科教授。

## 主張
2006年に出版した『Better Never to Have Been: The Harm of Coming into Existence（生まれてこないほうが良かった: 存在してしまうことの害悪（2017年翻訳））』で、分析哲学の立場から反出生主義を提唱した。ベネターは、同書において「誕生し、この世に存在するようになることは出生する者にとっては深刻な害悪であり、したがってこれ以上の出生は常に道徳的に誤っている」と主張した。同書の影響として、『TRUE DETECTIVE』の監督であるニック・ピゾラットは、自身のテレビシリーズに影響をもたらしたと語っている。
2012年には『第二のセクシズム: 成人男子と男児に対する差別（The Second Sexism: Discrimination Against Men and Boys）』を出版し、論争を巻き起こした。
その他では、生命倫理学での報告や、完全菜食主義（ヴィーガニズム）の議論にも参加している。

## 著作

### 単著
- Benatar, David (2017). The Human Predicament: A Candid Guide to Life's Biggest Questions. Oxford University Press. ISBN 978-0190633813

- Benatar, David (2012). The Second Sexism: Discrimination Against Men and Boys. Wiley-Blackwell. ISBN 0-470-67451-2

- Benatar, David (2006). Better Never to Have Been: The Harm of Coming Into Existence. Oxford University Press. ISBN 0-19-929642-1
  - 小島和男・田村宜義 訳『生まれてこない方が良かった――存在してしまうことの害悪』すずさわ書店、2017年11月。ISBN 978-4795403604。

### 編著書
- Debating Procreation : Is It Wrong to Reproduce? (with David Wasserman, Debating Ethics series) 2015.
- Cutting to the Core: Exploring the Ethics of Contested Surgeries. 2006.
- Life, Death & Meaning : Key Philosophical Readings on the Big Questions. 2004.
- Ethics for Everyday. New York: McGraw-Hill, 2002.

### 和書
- 森岡正博「「生まれてくること」は望ましいのか : デイヴィッド・ベネターの『生まれてこなければよかった』について」『The Review of Life Studies』第3巻、Life Studies Press、2013年3月、1-9頁、hdl:10466/12798、CRID 1050855676761053696。
- 吉本陵「人類の絶滅は道徳に適うか？ : デイヴィッド・ベネターの「誕生害悪論」とハンス・ヨーナスの倫理思想」『現代生命哲学研究』第3巻、大阪府立大学21世紀科学研究機構現代生命哲学研究所、2014年3月、50-68頁、doi:10.24729/00007063、hdl:10466/13791、CRID 1390573242531423360。
- 次田憲和（2016）「われわれは「存在」しなかった方が善いのか？――「反出生主義」の形而上学的分析」、古牧徳生編著『神と生命倫理』晃洋書房、2016年、収録。
- 森岡正博「デイヴィッド・ベネターの誕生害悪論はどこで間違えたか 生命の哲学の構築に向けて(12)」『現代生命哲学研究』第10巻、早稲田大学人間総合研究センター、2021年3月、1-38頁、hdl:2065/00084318、CRID 1050854882702239104。

### 洋書
- Benatar, Michael; Benatar, David (2001). “A Pain in the Fetus: Toward Ending Confusion about Fetal Pain”. Bioethics (International Association of Bioethics (IAB)) 15 (1):  57-76. doi:10.1111/1467-8519.00212.
- Benatar, Michael; Benatar, David (2003). “Between prophylaxis and child abuse: the ethics of neonatal male circumcision”. American journal of Bioethics (American Society for Bioethics and Humanities (ASBH)) 3 (2):  35-48. doi:10.1162/152651603766436216.

## 関連文献
- 小島和男『反出生主義入門 「生まれてこないほうが良かった」とはどういうことか』青土社、2024年12月。ISBN 978-4791776887。 - 『生まれてこないほうが良かった』の解説[2]